# Euhagena nebraskae
Euhagena nebraskae is een vlinder uit de familie wespvlinders (Sesiidae), onderfamilie Sesiinae.
Euhagena nebraskae is voor het eerst wetenschappelijk beschreven door Edwards in 1881. De soort komt voor in het Nearctisch gebieden het  Neotropisch gebied.